# 函館競馬場
函館競馬場（日語：函館競馬場）是位於日本北海道函館市的競馬場。爲日本中央競馬會管理的馬場之一，可容納30,000名觀衆。

## 歷史
1875年，於蓬莱町的道路設置欄杆作爲賽道，於此舉行祭典賽馬，爲函館賽馬歷史之始。
1879年，受到火災影響下翌年之祭典賽馬停止。
1882年，於當地居民極力推動之下，時任函館縣令時任爲基宣佈於海岸町設置競馬場，重新開啟函館賽馬。
1896年，函館共同競馬會決定將競馬場搬遷至柏野（今駒場町），亦即現今函館競馬場的位置。
1910年，負責管理競馬場的函館共同競馬會改組爲函館競馬俱樂部，同時接受政府補助金以作營運。
1930年，興建新的沙圈，亦進行小規模裝修工程。
1944年3月，因太平洋戰爭而停辦，於4月時候被徵用作爲軍方的高射炮陣地。
1946年，賽事復辦，並於1947年開始由日本競馬會負責賽事事務。
1954年，日本中央競馬會成立，函館競馬場由中央競馬會接管。
1970年，建設看台。
1980年，泥地賽道內的訓練設施進行翻新。
1981年，建設溫泉設施，供前往函館競馬場調整的賽駒使用。
1994年，賽道進行大幅度修整，除全面採用耐寒性較高的歐洲草外，亦將彎道變更爲螺旋形的曲線。
2004年，首次舉行黃昏賽事，爲日本中央賽事的首例。
2008年，鑑於1970年建設的看台經已因爲38年的使用開始老化，因而展開處面的翻新工程，包括拆卸舊看台並興建新看台，同時亦於看台頂層設置觀景台，可讓遊客將函館山和函館市的全景盡收眼底。而本次工程亦翻新了沙圈區域，將沙圈觀衆席位置稍爲下沉，令入場人事可近距離觀看出賽馬匹下半身的狀態。
2010年，所有工程完畢，競馬場正式重新開放。

## 跑道
草地共分爲三個跑道，A跑道闊度爲29米，周長1626.6米，直路262.1米、B跑道闊度爲25米，周長1651.8米，直路262.1米、C跑道闊度爲21米，周長1676.9米，直路264.5米。泥地跑道全長1475.8米，闊度20米，直路260.3米。

### 賽事距離
草地跑道：1000米、1200米、1700米、1800米、2000米、2600米
泥地跑道：1000米、1700米、2400米

### 賽道紀錄

#### 草地（2歲）
| 距離   | 時間   | 馬匹      | 性齡 | 負重 | 騎師     | 練馬師     | 紀錄創造日 | 賽事級別 | 賽事名稱           |
| ------ | ------ | --------- | ---- | ---- | -------- | ---------- | ---------- | -------- | ------------------ |
| 1000米 | 0:56.4 | Kaisho    | 雌2  | 55   | 池添謙一 | 長谷川浩大 | 14/6/2025  |          | 3歲（現2歲）新馬   |
| 1200米 | 1:08.7 | 心至愛    | 雌2  | 54   | 武豐     | 須貝尚介   | 20/6/2020  |          | 2歲新馬            |
| 1700米 | 1:43.8 | Win Stone | 雄2  | 53   | 菅原隆明 | 吉野勇     | 30/9/1986  |          | 3歲（現2歲）未勝利 |
| 1800米 | 1:48.1 | Marga     | 雌2  | 55   | 武豐     | 須貝尚介   | 12/7/2025  |          | 2歲新馬            |
| 2000米 | 2:03.9 | Rond      | 雌2  | 54   | 武豐     | 石橋守     | 1/8/2021   |          | 2歲新馬            |

#### 草地（3歲或以上）
| 距離   | 時間   | 馬匹          | 性齡 | 負重 | 騎師     | 練馬師   | 紀錄創造日 | 賽事級別 | 賽事名稱     |
| ------ | ------ | ------------- | ---- | ---- | -------- | -------- | ---------- | -------- | ------------ |
| 1000米 | 0:57.0 | Solo Singer   | 雌4  | 53   | 四位洋文 | 山內研二 | 22/6/1997  | OP       | 青函錦標     |
| 1200米 | 1:06.6 | 牽心絆意      | 雌4  | 55   | 戶崎圭太 | 田島俊明 | 14/6/2025  | GIII     | 函館短途錦標 |
| 1700米 | 1:41.0 | Keishu Leader | 雄4  | 57   | 田島良保 | 福島角一 | 14/8/1983  |          | 駒場特別     |
| 1800米 | 1:45.7 | 火星花        | 雌4  | 56   | 岩田康誠 | 西浦勝一 | 19/6/2017  |          | 北斗特別     |
| 2000米 | 1:57.8 | Soccer Boy    | 雄3  | 56   | 河內洋   | 小野幸治 | 21/8/1988  | GIII     | 函館紀念     |
| 2600米 | 2:37.3 | Meisho Garden | 雌4  | 55   | 國分恭介 | 岡田稻男 | 17/6/2017  |          | 駒岳特別     |

#### 泥地（2歲）
| 距離   | 時間   | 馬匹       | 性齡 | 負重 | 騎師     | 練馬師   | 紀錄創造日 | 賽事級別 | 賽事名稱 |
| ------ | ------ | ---------- | ---- | ---- | -------- | -------- | ---------- | -------- | -------- |
| 1000米 | 0:58.5 | Luce d'Oro | 雄2  | 54   | 橫山武史 | 高橋裕   | 27/6/2020  |          | 2歲新馬  |
| 1700米 | 1:47.3 | 極地寶藏   | 雄2  | 54   | 橫山和生 | 宮田敬介 | 24/7/2021  |          | 2歲新馬  |

#### 泥地（3歲或以上）
| 距離   | 時間   | 馬匹          | 性齡 | 負重 | 騎師     | 練馬師   | 紀錄創造日 | 賽事級別 | 賽事名稱      |
| ------ | ------ | ------------- | ---- | ---- | -------- | -------- | ---------- | -------- | ------------- |
| 1000米 | 0:57.7 | Epigraph      | 雄3  | 54   | 松永幹夫 | 山內研二 | 23/7/2000  |          | 七重濱特別    |
| 1700米 | 1:41.7 | Monde Classe  | 雄5  | 57   | 三浦皇成 | 清水英克 | 25/6/2016  | OP       | 大沼錦標      |
| 2400米 | 2:32.2 | Yamano Mataka | 雄5  | 57   | 丹內祐次 | 相澤郁   | 2/7/2022   |          | 3歲以上一捷馬 |

## 交通
乘搭函館市企業局交通部函館市電湯之川綫於競馬場前停留場下車。乘搭函館巴士於競馬場前站下車。乘搭機場循環巴士於競馬場前站下車。

## 舉行賽事時間
函館競馬場主要承擔舉行日本夏季競馬的任務，在6月中旬至7月中旬的星期六及星期日舉行賽事。

## 進場
一般公衆席入場費爲100日圓，而馬場設有其他額外收費的看台，分爲1500日圓的A指定席及1000日圓的B指定席。入座方法可以電話預訂及賽馬舉行日以先到先得的方式發售。

## 主要賽事

### 國際三級賽
函館短途錦標（函館スプリントステークス）草地1200米，3歲或以上。
函館紀念（函館記念）草地2000米，3歲或以上。
函館兩歲錦標（函館2歳ステークス）草地1200米、2歲。

## 外部連結
- 维基共享资源上的相關多媒體資源：函館競馬場
- 日本中央競馬會函館競馬場 （页面存档备份，存于）

41°46′50.3″N 140°46′31.2″E / 41.780639°N 140.775333°E